# Poul Clemmensen
Poul Clemmensen (* 6. Januar 1922 in Kopenhagen; † 16. September 1998 in Silkeborg) war ein dänischer Schauspieler.

## Leben
Poul Clemmensen wuchs in Kopenhagen auf. Nach seinem Schulabschluss machte er zunächst eine Ausbildung zum Fleischer. Ab 1942 war er als Soldat im Zweiten Weltkrieg im Fronteinsatz. Nach Kriegsende geriet er in britische Gefangenschaft, aus der er am 29. August 1945 wieder entlassen wurde.
Er absolvierte seine Schauspielausbildung von 1946 bis 1949 an der Eleveskole des Königlichen Theaters Kopenhagen, wo er auch sein Bühnendebüt als Darsteller hatte. Als Bühnendarsteller wirkte er in zahlreichen Theaterstücken, Operetten, Musicals und in Kabarett-Programmen mit, so unter anderem auch am Folketeatret, am Aarhus Teater, am Aalborg-Theater oder am Silkeborg-Theater, wo er langjährig als festes Ensemblemitglied engagiert war. In seiner rund viereinhalb Jahrzehnte lang andauernden Karriere wirkte er als Schauspieler vor der Kamera in mehr als 20 Film-und-Fernsehproduktionen mit. Im Jahr 1993 zog er sich aus dem Rampenlicht zurück.
Poul Clemmensen war ab dem 8. Juli 1960 bis zu seinem Tod mit der Visagistin Else Andreassen (1925–?) verheiratet. Er starb am 16. September 1998 im Alter von 76 Jahren in seinem langjährigen Wohnort Silkeborg. Seine Grabstätte befindet sich auf dem Vium-Kirkegard.

## Filmografie (Auswahl)
- 1949: Peter ma vente
- 1951: Som sendt fra himlen
- 1955: Der kom en dag
- 1956: Den kloge mand
- 1957: Cabaret la Blonde
- 1958: Das kleine Hotel
- 1962: Den ellevte Juni
- 1963: Das tosende Himmelbett
- 1968: Woyzeck
- 1977: Drenge
- 1982: Mille und Mikkel (Fernsehserie, 2 Folgen)
- 1982: De tre Musketerer
- 1983: Rejseholdet (Fernsehserie, 1 Folge)
- 1989: Tanzen mit Regitze
- 1989: Jydekompagniet